# Северная Хань
Северная Хань, Ранняя Чжао (кит. упр. 汉赵, пиньинь Hàn Zhào, палл. Хань Чжао) — одно из 16 варварских государств, возникших в IV веке после распада Северного Китая. Существовало в 304—329 годах.

## История

### Возрождение Хунну.279 год—304 год.
Государство Северная Хань было основано хуннским шаньюем (правителем) Лю Юанем (劉淵), выходцем из рода Лю. Лю Юань вырос при дворе Цзиньского императора. Отличался умом и силой. К 290 году он стал главнокомандующим хунну живущих в Китае. В 300 году Лю Юань был вынужден помогать Сыма Ину в войне восьми князей. Лю Юань уговорил Сыма Ина отпустить его в хуннские кочевья, чтобы собрать армию. Встретив своего главу, хунну провозгласили его Великим Шаньюем и Лю Юань-хай за 20 дней собрал 50 000 воинов.
Лю Юань объявил войну сяньбийцам и прогнал их с границ.
Столицей стал город Пиньян. Во времена смут, сопровождавшей падение династии Восточная Хань, кочевые племена хунну переселились на юг китайской провинции Шаньси. По некоторым данным, их общая численность составляла около 30 тысяч кибиток; во всяком случае, хунну представляли тогда довольно серьёзную силу.

### Создание Империи.304 год—310 год
Около 304 года Лю Юань смог захватить Цзогочэн (уезд Лиши провинции Шаньси) и принял титул вана Хань. Созданное им государство стало известно как Северная Хань (во многих источниках это царство известно также как Ранняя Чжао). Система управления была организована по китайскому образцу. Во главе армии встали полководцы Лю Яо и Ши Лэ, бывший раб. В 305 году Лю Юань определил столицей город Пиньян. Ши Лэ участвовал в войне на стороне Сыма Ина, но Сыма Юй разбил их. В 308 году хунну пытались осадить Лоян, но потерпели поражение. В 309 хунну отомстили, разбив китайскую армию и утопив 30 000 солдат в реке. Развивая успех хунну сожгли крепость Хугуань, неудачно напали на Лоян, многие люди добровольно переходили на сторону хунну. В Ючжоу хуннов разбил губернатор Ван Сюнь. В 310 году Лю Юань формально провозгласил себя императором и принял имя Гао-цзу. В том же году Лю Юань умер, и престол, после кратковременной смуты, наследовал его сын — Лю Цун.

### Война с Цзинь.310 год—318 год
Цзиньское правительство мечтало покончить с хунну. Канцлер Сыма Юй собрал армию для похода на хунну, но из-за придворных интриг, был вынужден вернуться и умер в пути, оставив армию на попечение друга и историка Ван Яна. Ши Лэ окружил и уничтожил армию, не пощадив никого. 27 000 хунну продвигались к Лояну. В 311 году хунну захватили цзиньскую столицу Лоян и полностью разграбили город. При этом было перебито до 60 тысяч китайских солдат и мирных жителей. Хуай-ди попал в плен. Хунну напали на Чанъань, город сдался и был сожжён. В 312 году цзиньцы отбили Чанъань и провозгласили Сыма Е императором Минь-ди.
В 311 году в войну вмешались табгачи. По просьбе китайского генерала Ли Куня табгачских хан Илу отправил своего племянника Юйлюя и 20 000 воинов. Табгачи нанесли хуннам поражение и многие союзные хуннам сяньби бежали от войны к озеру Кукунор (в будущий Тогон). За услуги Илу потребовал область Дуань, которую, не получив согласия, самовольно захватил, хотя цзиньцы успели вывести население.
В 312 году на хуннов напала Дуань, Ши Лэ захватил в плен их принца и мягким обращением, сделал своим союзником. Цзиньцы снова попросили помощи Тоба Илу и он отправил огромную армию против хунну и нанесли им страшное поражение. Илу отказался продолжать войну, желая так ослабить и Хань и Цзинь. В 315 году Тоба Илу был убит сыном и у табгачей началась война князей.
В 313 году хунну осадили цзиньскую столицу Чанъань. В тяжёлых боях хунну потерпели поражение, но цзиньцы не могли развить успех, так как империя раскалывалась из-за крестьянских восстаний.
В 314 году Ши Лэ хитростью захватил Ючжоу (совр. Хэбэй) и казнил губернатора Ван Сюня. Окрылённые успехом, хунны напали на Чанъань и были наголову разбиты. Лю Яо поклялся взять Чанъань и в 315 году повёл огромную армию. Сыма Жуй, фактический правитель Цзинь, умышленно плохо защищал столицу.
В 316 году брат императора — Лю Яо (劉曜) штурмом взял вторую столицу — Чанъань. Цзиньский император Минь-ди оказался в плену у хунну и после многих унижений около 317 года был ими убит. Таким образом империя Западная Цзинь прекратила своё существование.

### Кризис империи. Ранняя Чжао.318—329
В 318 году, после смерти Лю Цуна, в Северной Хань произошли события которые почти развалили страну. Во дворце произошёл пожар в котором погибло 20 принцев дома Лю. Когда в столице Пиньяне утвердился сын Лю Цуна — Лю Цань (劉粲), его младший брат Лю Яо внезапно захватил Чанъань. Он отказался подчиняться Лю Цаню и стал вербовать себе сторонников. Лю Цань был убит Цзинь Чжунем — министром-китайцем. Но Цзинь Чжунь не мог противостоять 50 000 армии Ши Лэ и сдался. Ши Лэ не пощадил никого.
Лю Яо тоже объявил себя императором и своё государство назвал Чжао (в истории оно известно как Ранняя Чжао) со столицей в Чанъане. Лю Яо действовал быстро и смог объединить под своей властью почти всю страну. Он захватил Хэдун (южная часть Шаньси) и Юнчжоу. Поэтому до 318 года царство основанное Лю Юанем подразумевается как Северная Хань, а период с 318 по 329 годы оно известно под именем Ранняя Чжао.
Ши Лэ вёл, с переменным успехом, войну против цзиньского полководца Цзу Ти, война продлилась до 321 года и закончилась со смертью Цзу Ти. Ши Лэ захватил Цзиньчжоу, зная, что войска Цзинь заняты подавление восстаний племён ди и мятежа Ван Дуна
Но уже в 319 году против Лю Яо выступил Ши Лэ — правитель другого северо-китайского государства Поздняя Чжао. В 323 году Ши Лэ официально объявил, что воюет с Цзинь и Чжао (Хань). В 325 году Ши Лэ овладел цзиньскими округами на реке Хуай. Под Лояном полководцы Ши Шэн и Ши Ху разбили войска Ранней Чжао. Оправившись от поражения Лю Яо уничтожил 40 000 воинов Ши Ху в битве у Хуанхэ и осадил Лоян в 329 году. Ши Лэ принял командование армией на себя (хотя был стар для битв) и заставил Лю Яо отступить. Готовясь к решающей битве, Лю Яо неверно разместил войска, оставил фланги открытыми. Ши Ху ударил его во фронт. А Ши Лэ лично повёл 40 000 отборных воинов во фланговую атаку. Лю Яо был пьян и не мог командовать, он был полностью разбит. После продолжительной войны, в 329 году войска Лю Яо потерпели окончательное поражение, а сам он был убит. На этом царство Ранняя Чжао (Северная Хань) прекратило своё существование.
В 330 году Ши Лэ провозгласил империю Поздняя Чжао.

## Императоры Северной Хань
| Храмовое имя                            | Посмертное имя                | Личное имя            | Годы правления                  | Девиз правления (年號 niánhào) и годы                                                                                                  |
| --------------------------------------- | ----------------------------- | --------------------- | ------------------------------- | --- |
| Царство Хань 北漢 304—318               |                               |                       |                                 | |
| Гао-цзу 高祖 Gāozǔ                      | Гуанвэнь-ди 光文帝 Guāngwéndì | Лю Юань 劉淵 Liú Yuān | 304—310                         | - Цзяньсин (建興 Jiànxīng) 304—308 - Юнфэн (永鳳 Yǒngfèng) 308—309 - Хэжуй (河瑞 Hérùi) 309—310                                        |
| отсутствует                             | Лян-ван 梁王 Liángwáng        | Лю Хэ 劉和 Liú Hé     | 7 дней в 310 г.                 | отсутствует |
| Ле-цзун 烈宗 Lièzōng                    | Чжаоу-ди 昭武帝 Zhāowǔdì      | Лю Цун 劉聰 Liú Cōng  | 310—318                         | - Гуансин (光興 Guāngxīng) 310—311 - Цзяпин (嘉平 Jiāpíng) 311—315 - Цзяньюань (建元 Jiànyuán) 315—316 - Линьцзя (麟嘉 Línjiā) 316—318 |
| отсутствует                             | Инь-ди 隱帝 Yǐndì             | Лю Цань 劉粲 Liú Càn  | месяц и несколько дней в 318 г. | - Ханьчан (漢昌 Hànchāng) 318 |
| Царство Цянь (Ранняя) Чжао 前趙 318—329 |                               |                       |                                 | |
| отсутствует                             | Хоу Чжу 後主 Hòu Zhǔ          | Лю Яо 劉曜 Liú Yào    | 318—329                         | - Гуанчу (光初 Guāngchū) 318—329 |

## Примечание
1. ↑  Rein Taagepera "Size and Duration of Empires: Growth-Decline Curves, 600 B.C. to 600 A.D.", Social Science History Vol. 3, 115-138 (1979)